# Tjasker De Deelen
De Tjasker De Deelen is een poldermolen in het Friese natuurgebied De Deelen, dat ten westen van Tijnje in de Nederlandse gemeente Heerenveen ligt. Deze in 1973 door molenmaker Roelof Dijksma uit Giethoorn in 1973 voor deze plek gebouwde dwarsgetuigde paaltjasker is eigendom van Staatsbosbeheer. Hij is bedoeld als inmaler voor het natuurgebied. De molen is sinds het eind van de jaren 2010 in vergaande staat van verval.